# Sarcophyton ehrenbergi
Sarcophyton ehrenbergi is een zachte koraalsoort uit de familie Alcyoniidae. De koraalsoort komt uit het geslacht Sarcophyton. Sarcophyton ehrenbergi werd in 1886 voor het eerst wetenschappelijk beschreven door v. Marenzeller. 